# جاك ماكغراث
جاك ماكغراث (بالإنجليزية: Jack_McGrath_) مواليد 8 أكتوبر 1919 في لوس أنجلوس - الوفاة 6 نوفمبر 1955 في فينيكس، كان متسابق دراجات نارية أمريكي. نافس في بطولة العالم للسيارات الرياضية. توفي إثر حادث تعرض له أثناء السباق.